# Plaisia
Plaisia település Franciaországban, Jura megyében. Lakosainak száma 99 fő (2022. január 1.). Plaisia Mérona, Écrille, Largillay-Marsonnay, Onoz, Orgelet és La Tour-du-Meix községekkel határos.

## Népesség
A település népességének változása:
| Lakosok száma | 94   | 100  | 97   | 112  | 119  | 115  | 107  | 106  | 104  | 99   |
|               | 1968 | 1982 | 1990 | 2006 | 2013 | 2015 | 2017 | 2019 | 2020 | 2022 |